# Ambulyx montana
Ambulyx montana är en fjärilsart som beskrevs av Jean-Marie Cadiou och Ian Kitching 1990. Ambulyx montana ingår i släktet Ambulyx och familjen svärmare. Inga underarter finns listade i Catalogue of Life.